# Klaus Ostenfeld
Klaus H. Ostenfeld (* 1943) ist ein dänischer Bauingenieur.
Ostenfeld, der Neffe des Gründers (1930) von COWI Christen Ostenfeld, studierte an der Technischen Universität Dänemarks. Ab 1966 war er beim Ingenieurbüro COWI in Kopenhagen, zuerst mit Gründungen am CERN befasst, die zwar schwere Experimentiereinrichtungen tragen sollten, aber Bewegungstoleranzen unter einem zehntel Millimeter haben sollten.  1970 verließ er COWI und  arbeitete vier Jahre bei Europe Etudes (einer Tochterfirma von STUP von Freyssinet und Campenon Bernard) unter anderem 1975/76 in Montreal, wo er im Entwurf mehrerer Konstruktionen für die Olympischen Spiele beteiligt war (Velodrom, Olympiastadion, Schwimmstadion). Ab 1977 war er wieder bei COWI für das Projekt der Großen Beltbrücke. Dort war er Präsident und Chief Executive Officer. Nach seiner Zeit als CEO, in der er sich auf das Management konzentrierte und nicht auf Brückenbau, war er wieder beratend als Ingenieur tätig zum Beispiel für COWI für das Projekt einer Brücke über die Straße von Messina.
Außerdem war er Chairman von Buckland & Taylor und Ben C. Gerwick Inc.
Er war Projektleiter des Eisenbahntunnels, der Ost- und Westbrücke der Storebæltsbroen (Große Beltbrücke). Lange vor der Großen Beltbrücke war er als junger Ingenieur an der kleinen Beltbrücke beteiligt und erwarb eine Taucherlizenz um die Caissons vor der Betonverfüllung zu inspizieren. COWI war auch wesentlich an der Planung der Öresundbrücke beteiligt. 
Ostenfeld ist Vizepräsident der dänischen Akademie für technische Wissenschaften.
1997 bis 2001 war er Präsident der International Association for Bridge and Structural Engineering (IABSE) und ist deren Ehrenmitglied. Er war Vorsitzender des wissenschaftlichen Komitees für den IABSE Kongress in Kopenhagen 1996. Der Verein Deutscher Ingenieure (VDI) ernannte ihn im Jahr 2000 zum korrespondierenden Mitglied. 2018 erhielt er den Albert-Caquot-Preis.